# Boniface Usisivu
Boniface Usisivu (* 5. September 1974) ist ein kenianischer Langstreckenläufer, der sich auf Straßenläufe spezialisiert hat.

## Leben
2002 wurde er Siebter beim Berliner Halbmarathon und Vierter beim Berlin-Marathon. 2003 siegte er beim Rennen Roma – Ostia und wurde Vierter beim Rom-Marathon. Einem vierten Platz beim Honolulu-Marathon 2004 folgte 2005 der Sieg beim Eindhoven-Marathon.

## Persönliche Bestzeiten
- 3000 m: 7:44,50 min, 10. Juni 2000, Turin
- 5000 m: 13:17,88 min, 6. August 1999, Sopot
- Halbmarathon: 1:01:13 h, 23. Februar 2003, Ostia
- Marathon: 2:07:50 h, 29. September 2002, Berlin